# Fasciolopsis buski
Fasciolopsis buski è un platelminta della classe dei Trematodi, noto perché responsabile della fasciolopsiasi umana.

## Distribuzione

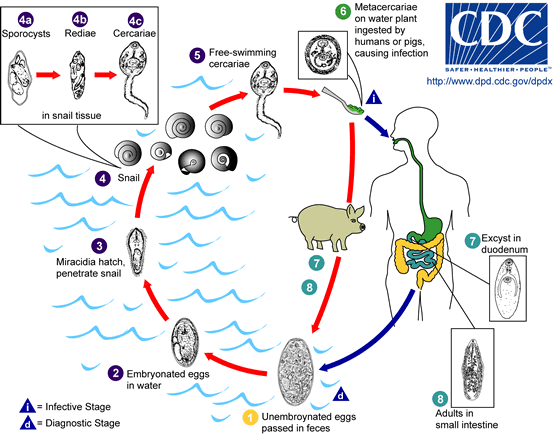
Ciclo vitale

Questa specie è diffusa in Asia e in particolare nel subcontinente indiano, in genere nelle aree in cui l'uomo vive a stretto contatto con i maiali e si coltivano piante acquatiche (come presso le risaie). Sembra che in Asia circa dieci milioni di persone siano colpite dalla fasciolopsiasi.